# Alexandre Rodrigues Ferreira
Alexandre Rodrigues Ferreira (Cidade da Bahia, 27 de abril de 1756 — Lisboa, 23 de abril de 1815) foi um naturalista brasileiro que se notabilizou pela realização de uma extensa viagem que percorreu o interior da Amazônia até ao Mato Grosso, entre 1783 e 1792. Durante a viagem, descreveu a agricultura, a fauna, a flora e os habitantes das regiões visitadas. Ao lado de nomes como Manuel Arruda Câmara, é considerado um dos maiores naturalistas luso-brasileiros.  

## Vida e obra
Filho do comerciante Manuel Rodrigues Ferreira, iniciou os seus estudos no Convento das Mercês, na Bahia, que lhe concedeu as suas primeiras ordens em 1768.
Na Universidade de Coimbra, onde se matriculou no Curso de Leis e depois no de Filosofia Natural e Matemática, bacharelou-se aos 22 anos. Prosseguindo os seus estudos na instituição, onde chegou a exercer a função de Preparador de História Natural, obteve, em 1779, o título de Doutor.
Trabalhou, em seguida, no Real Museu da Ajuda. A 22 de Maio de 1780 foi admitido como membro correspondente na Real Academia das Ciências de Lisboa.

### A expedição ao Brasil
Por esse tempo as rendas coloniais do Brasil se encontravam em decadência, exauridas as jazidas de ouro aluvional do Mato Grosso, de Goiás e, sobretudo, de Minas Gerais. Por essa razão, a rainha D. Maria I, desejando conhecer melhor o Centro-Norte da colônia, até então praticamente inexplorado, a fim de ali implementar medidas desenvolvimentistas, ordenou a Alexandre Rodrigues Ferreira, na qualidade de naturalista, que empreendesse uma Viagem Filosófica pelas Capitanias do Grão-Pará, Rio Negro, Mato Grosso e Cuiabá.
A ideia era dinamizar a exploração econômica e a posse das conquistas em áreas de litígio.
Em 1783 o naturalista deixou o seu cargo no Museu da Ajuda e, em setembro partiu para o Brasil, para descrever, recolher, aprontar e remeter para o Real Museu de Lisboa amostras de utensílios empregados pela população local, bem como de minerais, plantas e animais. Ficou também encarregado de tecer comentários filosóficos e políticos sobre o que visse nos lugares por onde passasse. Esse pragmatismo será o que leva a expedição a ser distinta de suas congêneres, mais científicas, comandadas por outros naturalistas que vieram explorar a América.

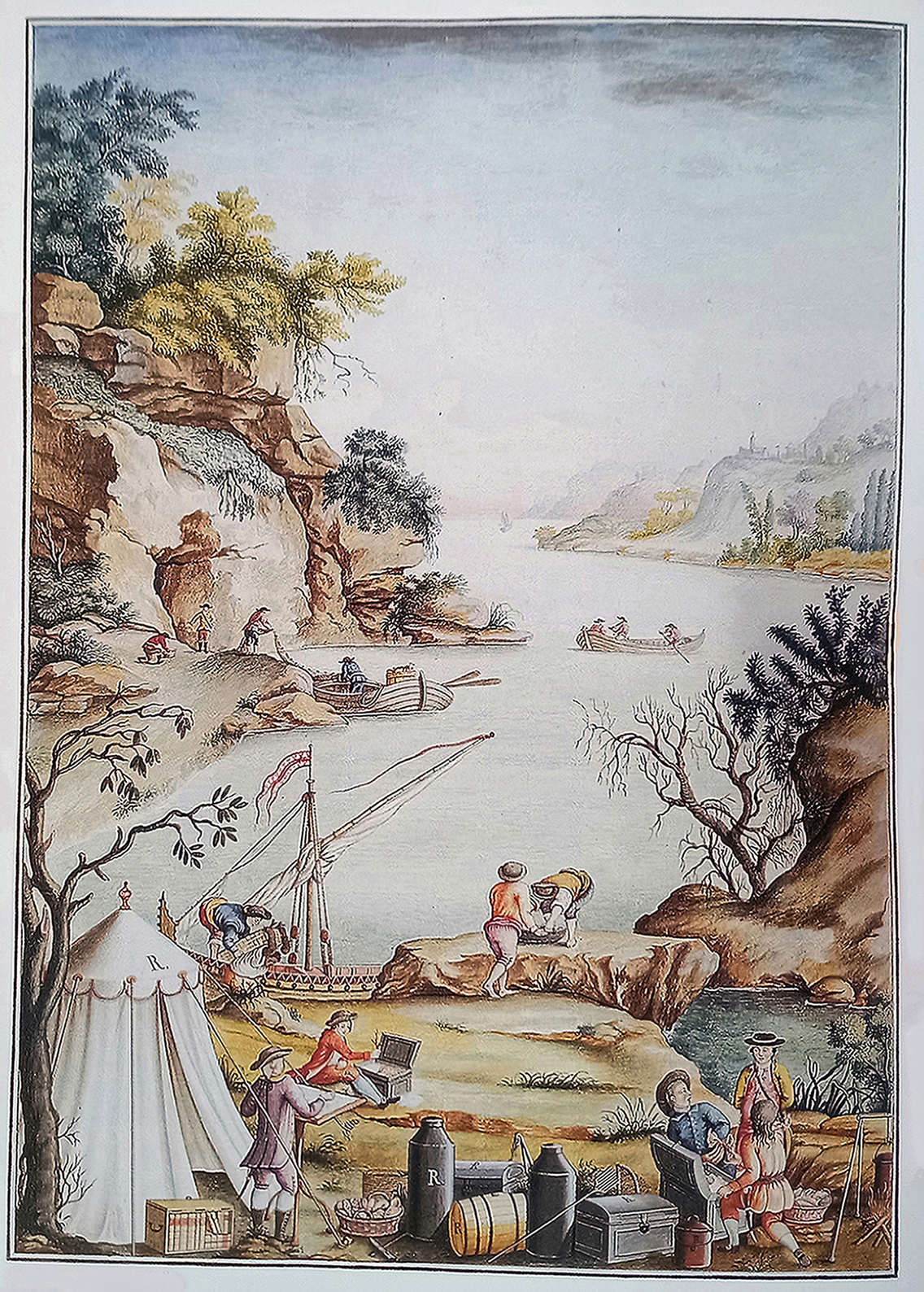
Ilustração da Viagem Filosófica de Alexandre Rodrigues Ferreira às capitanias do norte e oeste do Brasil.

Com recursos precários, contava com dois desenhistas ou 'riscadores', José Codina, do qual pouco se sabe, e José Joaquim Freire (que tivera importante papel na Casa do Risco do Museu da Ajuda, frequentara aulas de desenho na Fundição do Real Arsenal do Exército) além de um jardineiro botânico, Agostinho do Cabo. Tinha a Viagem os auspícios da Academia das Ciências de Lisboa, Ministério dos Negócios e Domínios Ultramarinos e era planejada pelo naturalista italiano Domenico Vandelli. Programada para ter quatro naturalistas, veio apenas um, sem contar os drásticos cortes financeiros e materiais... Ficaram sobre os ombros de Alexandre Rodrigues Ferreira e poucos auxiliares as tarefas de coleta de espécies, classificação e preparação para o embarque rumo a Lisboa, sem contar os estudos sobre agricultura, cartografia e a confecção dos mapas populacionais.
Em outubro de 1783 aportou em Belém do Pará na charrua (embarcação) Águia e Coração de Jesus.
Os nove anos seguintes foram dedicados a percorrer o centro-norte do Brasil, a partir das ilhas de Marajó, Cametá, Baião, Pederneiras e Alcobaça.

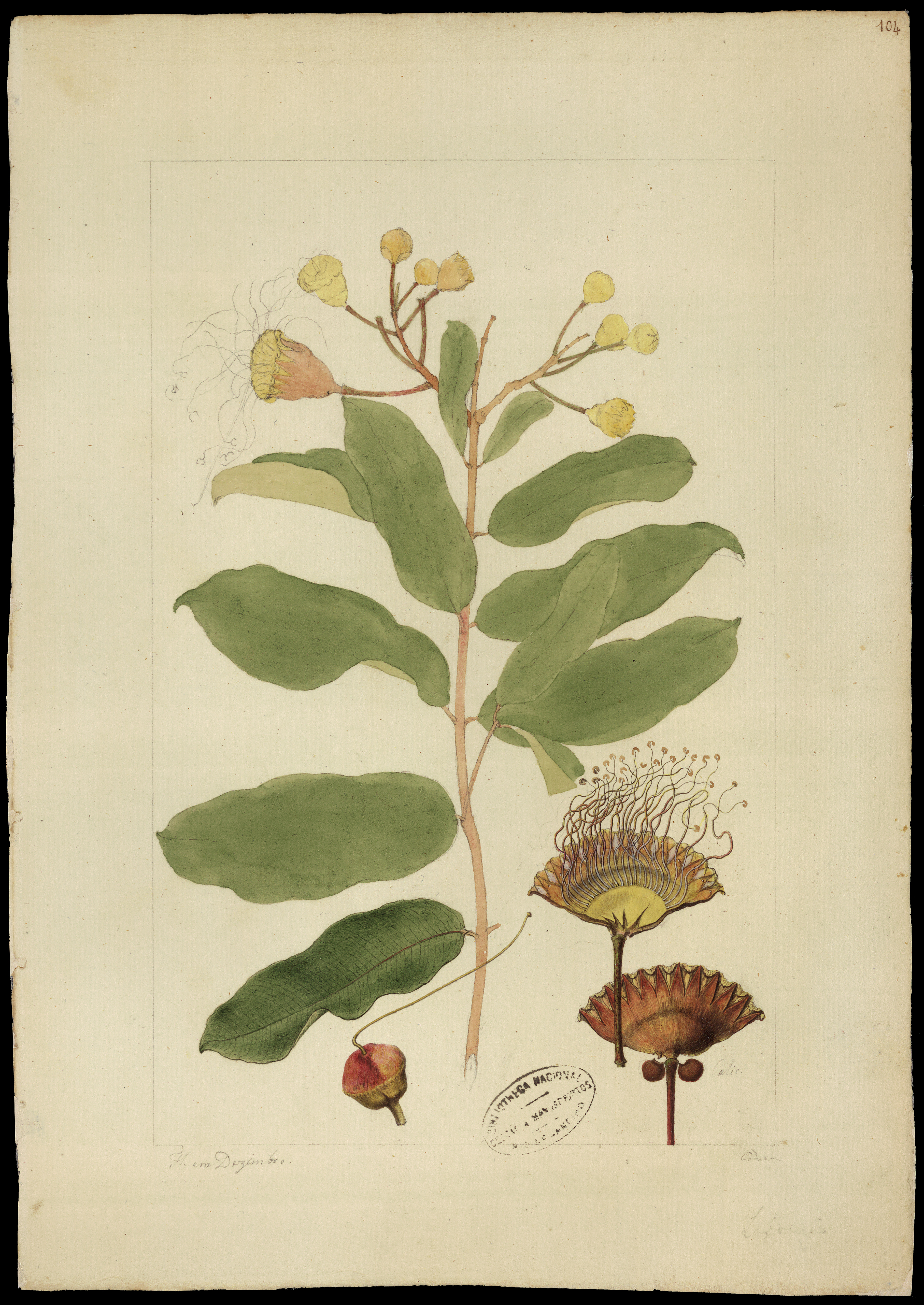
"Lafaensia", desenho de botânica, de José Codina.

Subiu o rio Amazonas e o rio Negro até à fronteira com as terras espanholas, navegou pelo rio Branco até à serra de Cananauaru. Subiu o rio Madeira e o rio Guaporé até Vila Bela da Santíssima Trindade, então capital do Mato Grosso. Seguiu para a vila de Cuiabá, transpondo-se da bacia amazônica para os domínios do Pantanal Mato-grossense, já na bacia do rio da Prata. Navegou pelos rio Cuiabá, pelo rio São Lourenço e pelo rio Paraguai.
Voltou a Belém do Pará em janeiro de 1792. Tinha, como se vê, percorrido as capitanias do Grão-Pará, Rio Negro, Mato Grosso e Cuiabá de 1783 a 1792.
Inventariara a natureza, as comunidades indígenas e seus costumes, avaliou as potencialidades econômicas e o desempenho dos núcleos populacionais. Foi a mais importante viagem durante o período colonial.

### Obra

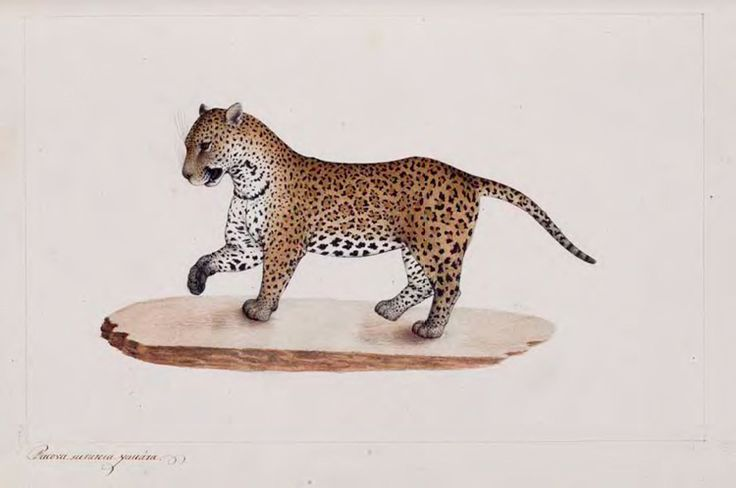
Onça Pintada. Aquarela de José Joaquim Freire e José Codina.

Diz a Brasiliana abaixo citada, p. 51: "Nos diários de sua Viagem Filosófica, traçou um amplo quadro das lavouras, procurando subsídios para o declínio da produção, sobretudo após a expulsão dos jesuítas. As culturas estavam prejudicadas pelo desprezo do português pelo trabalho, indolência dos nativos, falta de braços e redução do número de escravos negros. Seus planos não se concentravam apenas na multiplicação das áreas agrícolas, mas na qualidade e na diversificação dos produtos. A economia somente avançaria caso houvesse uma racionalização das culturas e introdução de técnicas adequadas à lavoura e ao solo. Para avaliar o empreendimento, construiu tabelas pormenorizadas, destinadas a fornecer um panorama sobre povoados e lavouras. Em cada comunidade, os mapas populacionais dimensionavam as potencialidades da mão-de-obra, destacando a existência de trabalhadores ativos e inativos, o número de brancos, índios, negros escravos, mulheres, crianças e velhos. Deste modo, compunha um quadro sobre a viabilidade econômica dos lugarejos visitados.
"A produção agrícola tornou-se, igualmente, um dado fundamental para compor um diagnóstico da economia da Amazônia. O naturalista, então, mensurava as colheitas de farinha, arroz, milho, cacau, café e tabaco, compondo balanços da produção."

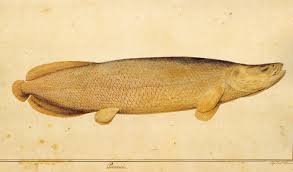
Pirarucu. Aquarela de José Joaquim Freire e José Codina.

O seu "Diário da Viagem Filosófica" foi publicado na Revista do Instituto Histórico e Geográfico Brasileiro entre 1885 e 1888.
A Divisão de Manuscritos da Fundação Biblioteca Nacional conserva na Coleção Alexandre Rodrigues Ferreira (2006) centenas de documentos da Viagem Filosófica, além de papéis referentes à Amazônia no século XVIII.
Em 2010, durante um levantamento das colecções pertencentes à Universidade de Coimbra, foram encontrados vários exemplares de peixes do Brasil conservados “em herbário”, em perfeitas condições. Os exemplares do século XVIII de peixes do Brasil, oriundos das colecções do Real Museu da Ajuda, representam diferentes espécies, conservados sobre cartão, com a designação científica no sistema de Lineu. O Museu da Ciência da Universidade de Coimbra atribuiu esses elementos às recolhas efectuadas por Alexandre Rodrigues Ferreira para a coroa portuguesa, na bacia do Amazonas, entre 1783 e 1792. Esquecidos durante muitos anos numa zona de difícil acesso do departamento de Zoologia da Universidade de Coimbra, parte dos exemplares é apresentada publicamente a 19 de janeiro de 2011, no Auditório do Laboratório Chimico.

### A remessa para Portugal

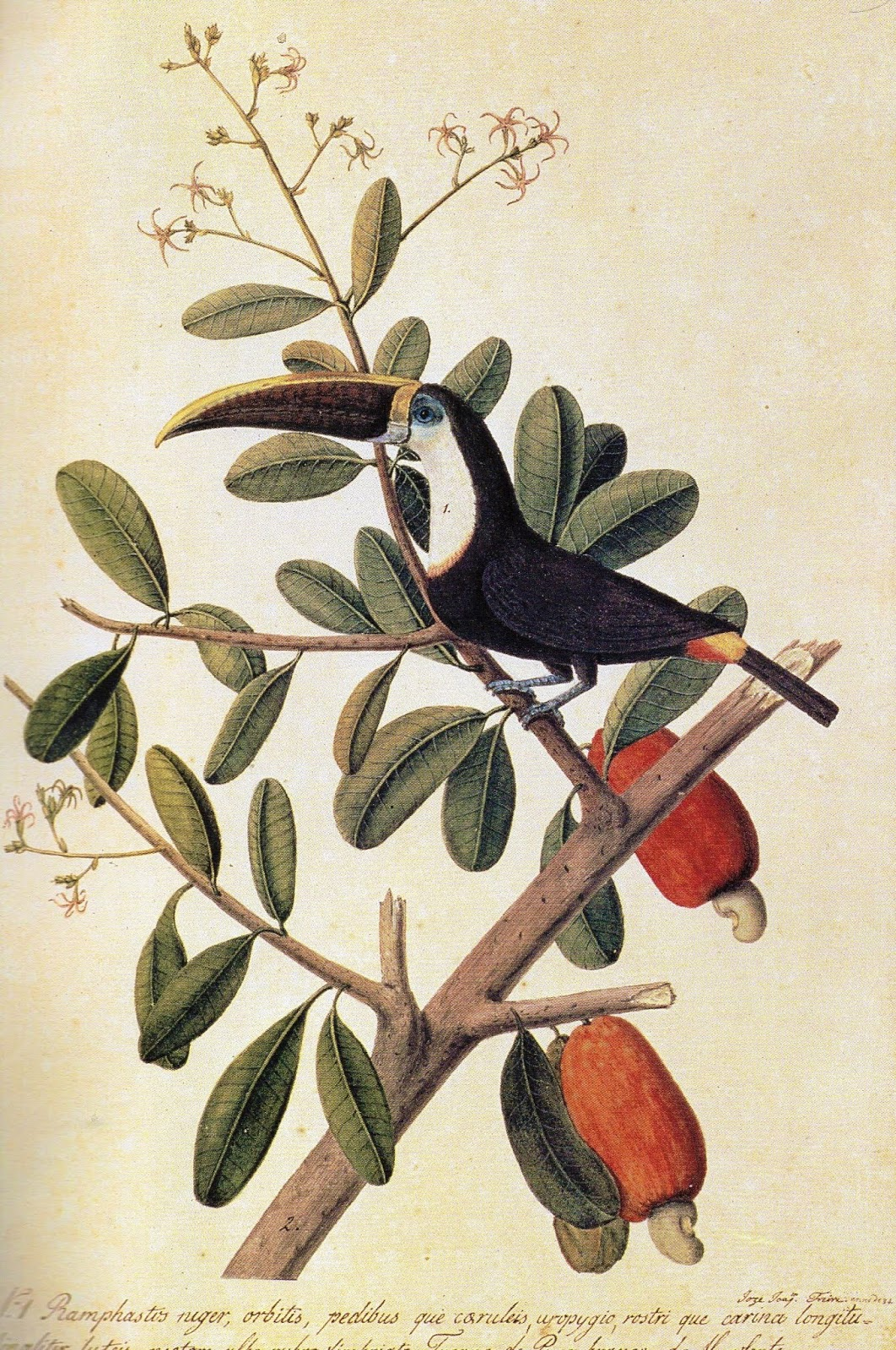
Tucano no Cajueiro. Aquarela de José Joaquim Freire e José Codina.

Durante todos os anos de sua entrada pelo sertão, havia ordenado o envio do material coletado para a Corte. Ao descobrir que todas as despesas haviam sido custeadas pelo capitão, gastando o dote de sua filha, disse-lhe "Isso não servirá de embaraço ao seu casamento; eu serei quem receba essa sua filha por mulher." E assim o fez: casou-se dia 16 de setembro de 1792 com Germana Pereira de Queiroz.

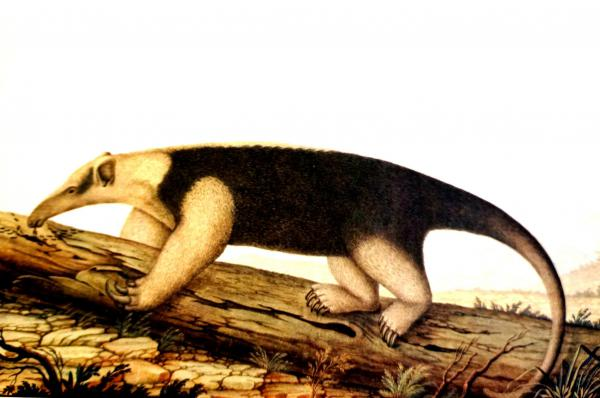
Tamanduá. Aquarela de José Joaquim Freire e José Codina.

Já em Lisboa, tendo regressado em janeiro de 1793, dedicou sua vida à administração metropolitana: foi nomeado Oficial da Secretaria do Estado dos Negócios da Marinha e Domínios Ultramarinos. Em 1794 foi condecorado com a Ordem de Cristo e tomou posse como Diretor interino do Real Gabinete de História Natural e do Jardim Botânico. No ano seguinte foi nomeado, seguidamente, Vice Diretor da instituição, Administrador das Reais Quintas e Deputado da Real Junta do Comércio.
O farto material proveniente da Viagem Filosófica permaneceu por mais de um século desconhecido e não foi estudado pelos sábios portugueses, nem mesmo por Ferreira. Este jamais retomaria os trabalhos com as espécies e amostras recolhidas no Brasil, não aperfeiçoou as memórias e estudos e boa parte desse material seria mais tarde levada para Paris como butim de guerra. Ainda há, entretanto, rico acervo, diários, mapas geográficos, populacionais e agrícolas, correspondência, mais de mil pranchas e memórias - que se encontram sobretudo na Fundação Biblioteca Nacional do Rio de Janeiro, no Museu Bocage integrado no Museu Nacional de História Natural e da Ciência em Lisboa e no Museu Maynense da Academia das Ciências de Lisboa.